# سيدي بومدين (تموشنت)
سيدي بومدين هي إحدى بلديات ولاية عين تموشنت الجزائرية.